# Verrerie de Passavant-la-Rochère
La Verrerie de Passavant-la-Rochère ou Verrerie La Rochère est une verrerie / musée de 1475 de Passavant-la-Rochère dans les Vosges saônoises / Haute-Saône en Bourgogne-Franche-Comté. 
Cette importante verrerie du massif des Vosges est avec ses 5 siècles d'activité industrielle, la plus ancienne verrerie d'art traditionnelle en activité d'Europe. Elle est labellisée Entreprise du patrimoine vivant depuis 2009
, avec plus de 100 000 visiteurs par an (premier site touristique de Haute Saône, et 3e de Franche-Comté après la citadelle de Besançon, la saline royale d'Arc-et-Senans).

## Histoire
Simon de Thysac (maître verrier gentilhomme du château de Lichecourt dans les Vosges) acquiert des ducs de Lorraine, le droit de fonder cette verrerie médiévale en 1475, à la frontière des Duché de Lorraine / Comté de Bourgogne / Duché de Bourgogne / État bourguignon, au lieu-dit des Rochiers, dans une zone riche en matières nécessaires à la fabrication du verre (bois de chauffe, sable, silice, fougère, potasse, chaux, eau...) de la forêt de Darney de 15 000 hectares de bois, riche en sources et ruisseaux (dont l'Ourche de la vallée de l'Ourche)
. La verrerie médiévale fabrique des vitres et des articles « moulé, faits main, et soufflés bouche », de verres, carafes, gobeleterie... (histoire du verre).

Boutique d'objets de décoration, et d'art de la table
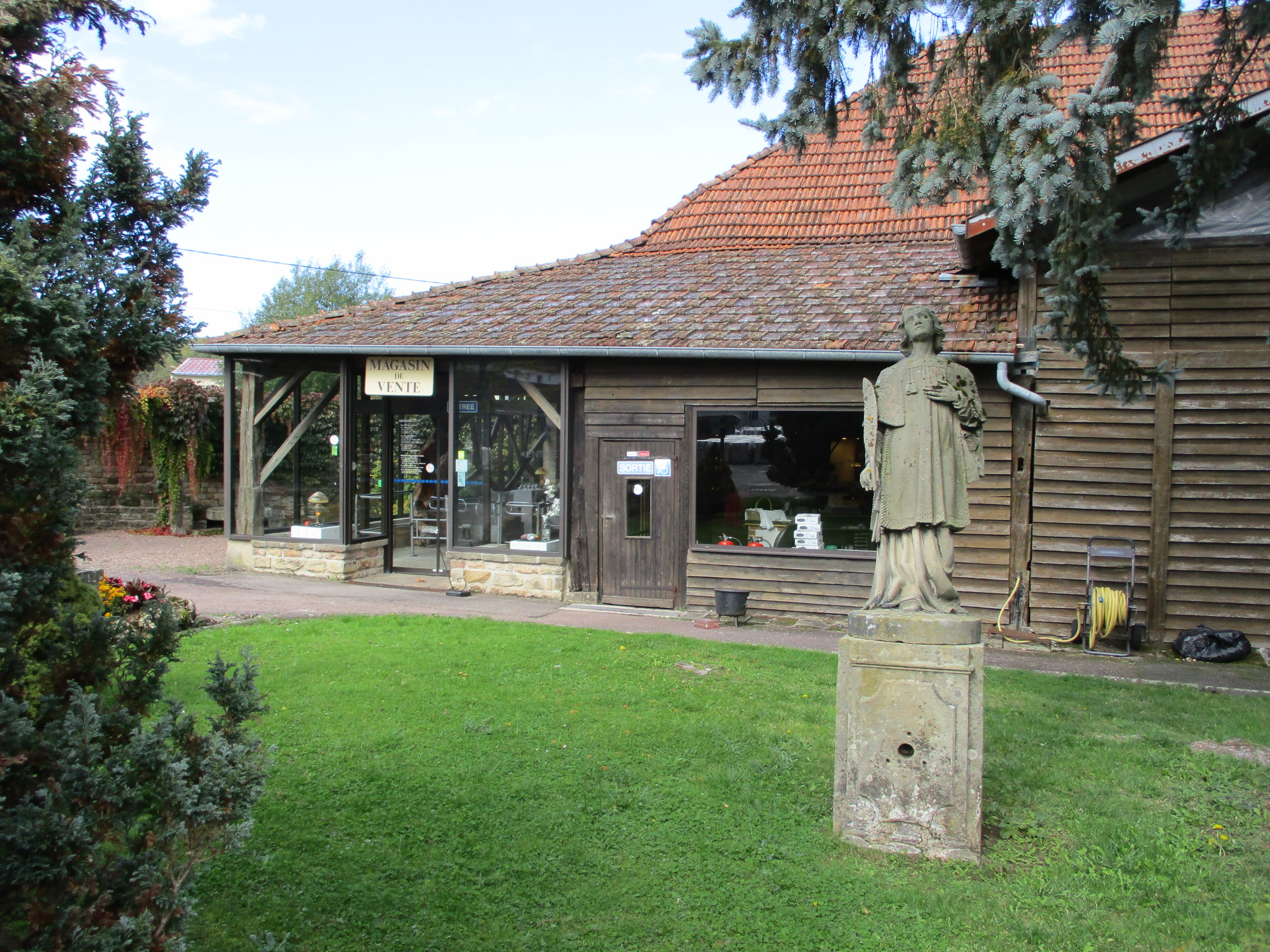
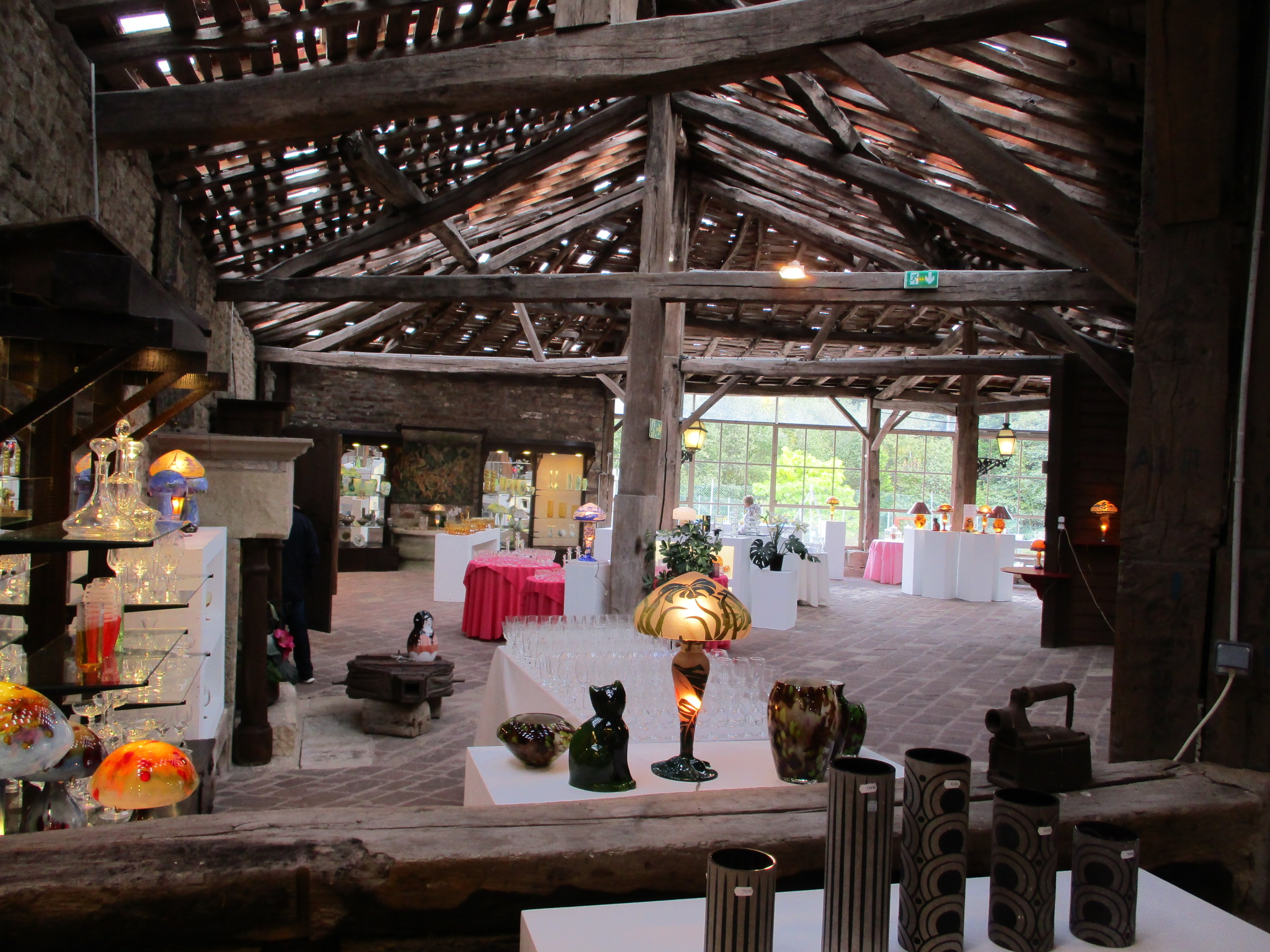
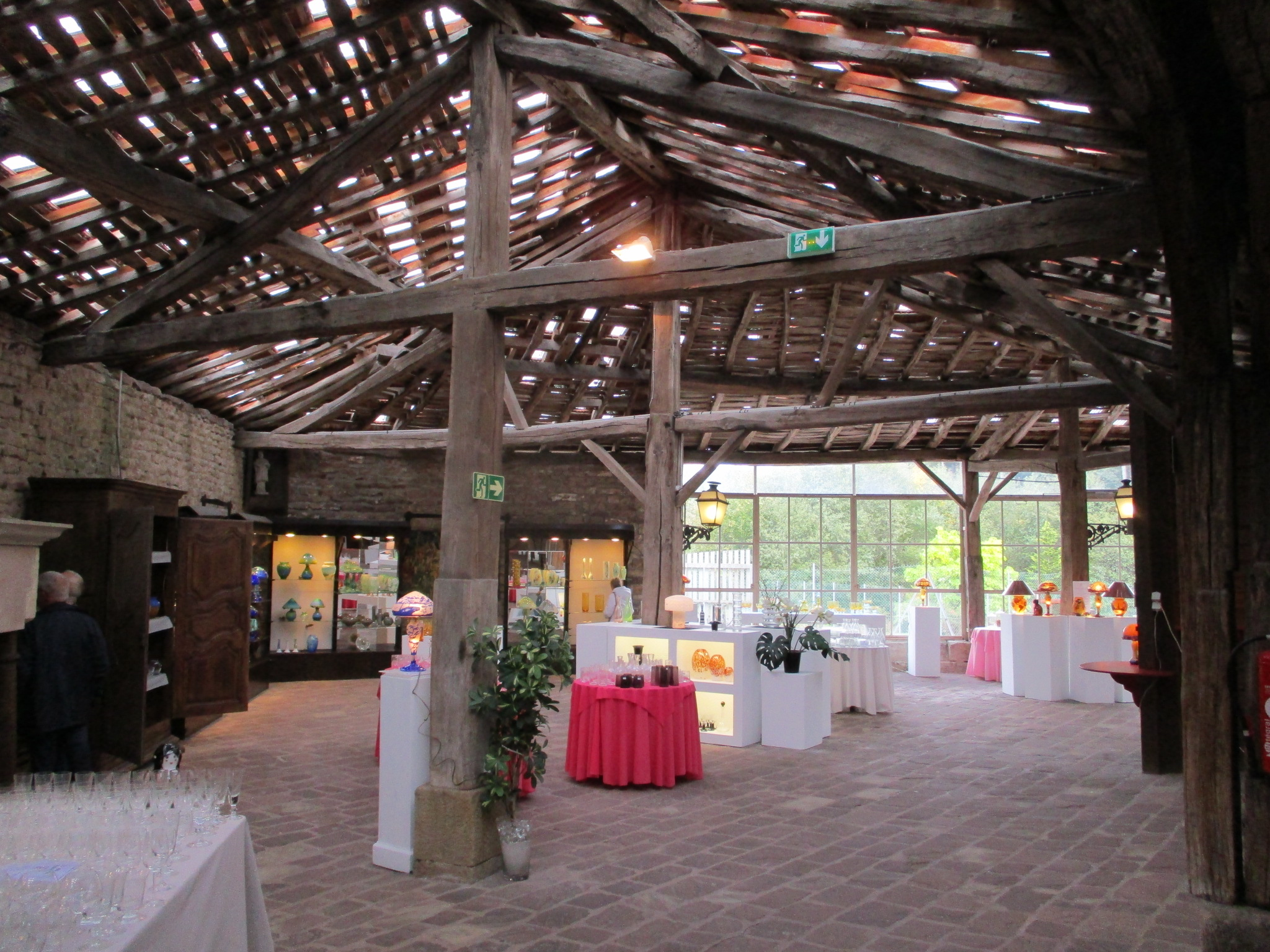
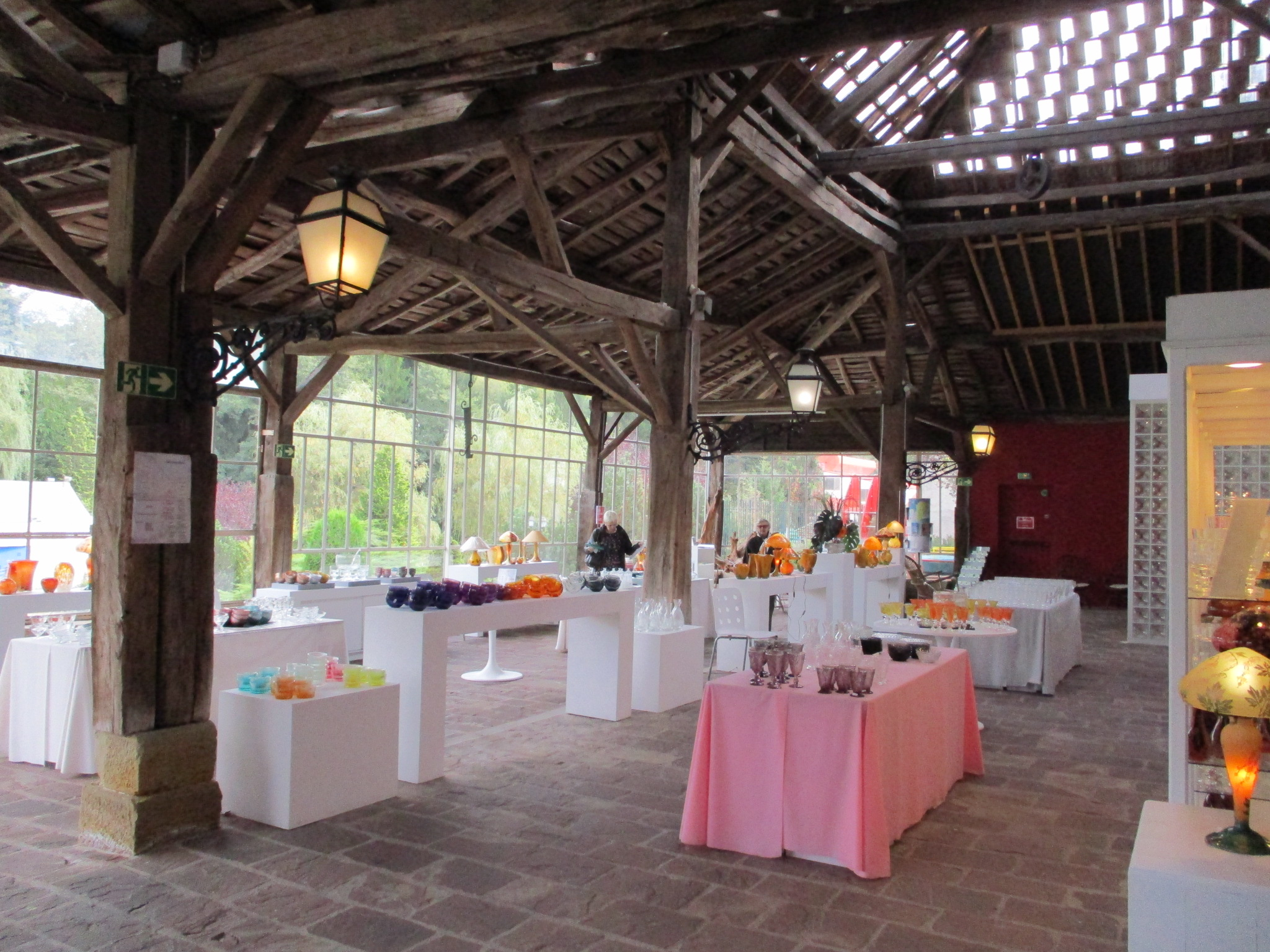

La verrerie et le village sont entièrement détruits par un incendie en 1595 (reconstruite trois ans plus tard), puis par la Guerre de Trente Ans en 1636 (les fours sont rallumés en 1666 jusqu’à ce jour). Elle se développe particulièrement au XVIIIe siècle, puis davantage encore à partir de son acquisition en 1858 par François-Xavier Fouillot, qui fonde en 1875 avec son gendre Joseph Mercier la société Mercier-Fouillot, pour développer jusqu’à ce jour avec ses descendants héritiers, la fabrication et la vente des verreries et tailleries de La Rochère, où ils ajoutent à leur production la fabrication de tuiles et de dalles de verre avec une période de pleine activité. Les verreries de La Rochère et Clairefontaine deviennent en 1923 la Société Anonyme Établissement Boileau-Mercier, puis Cristallerie de La Rochère en 1960.

Atelier de souffleurs de verre d'artisanat d'art
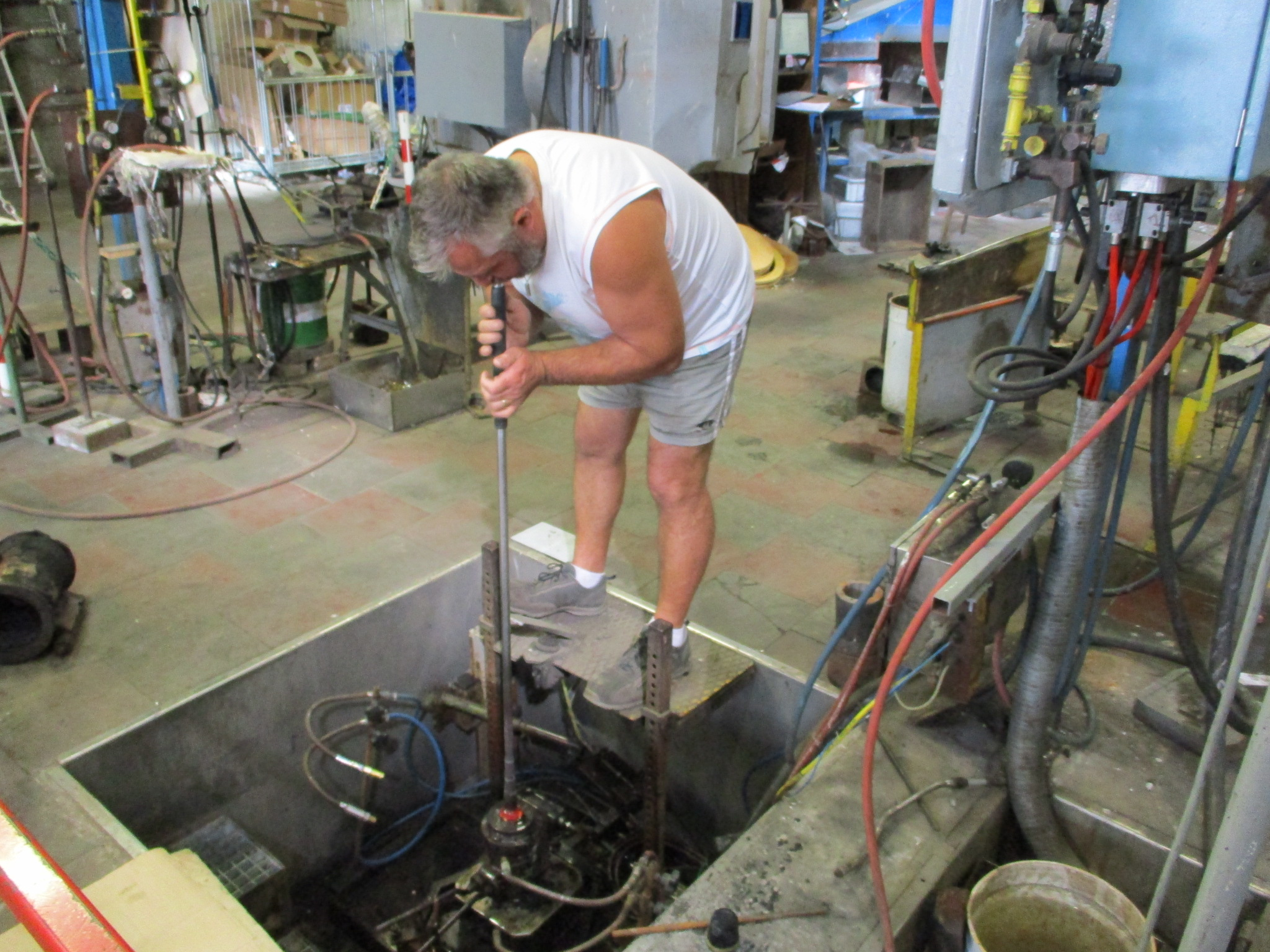
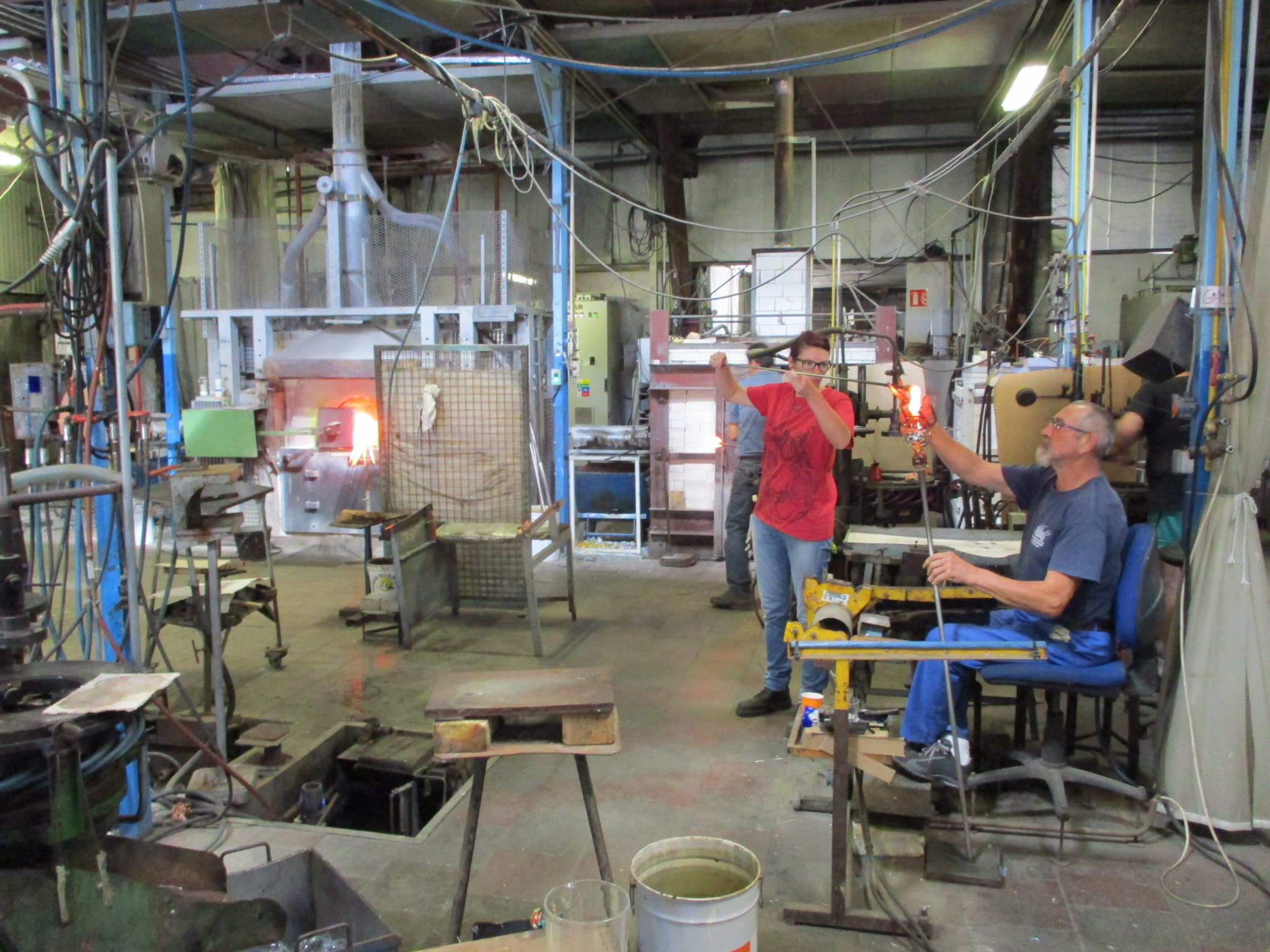
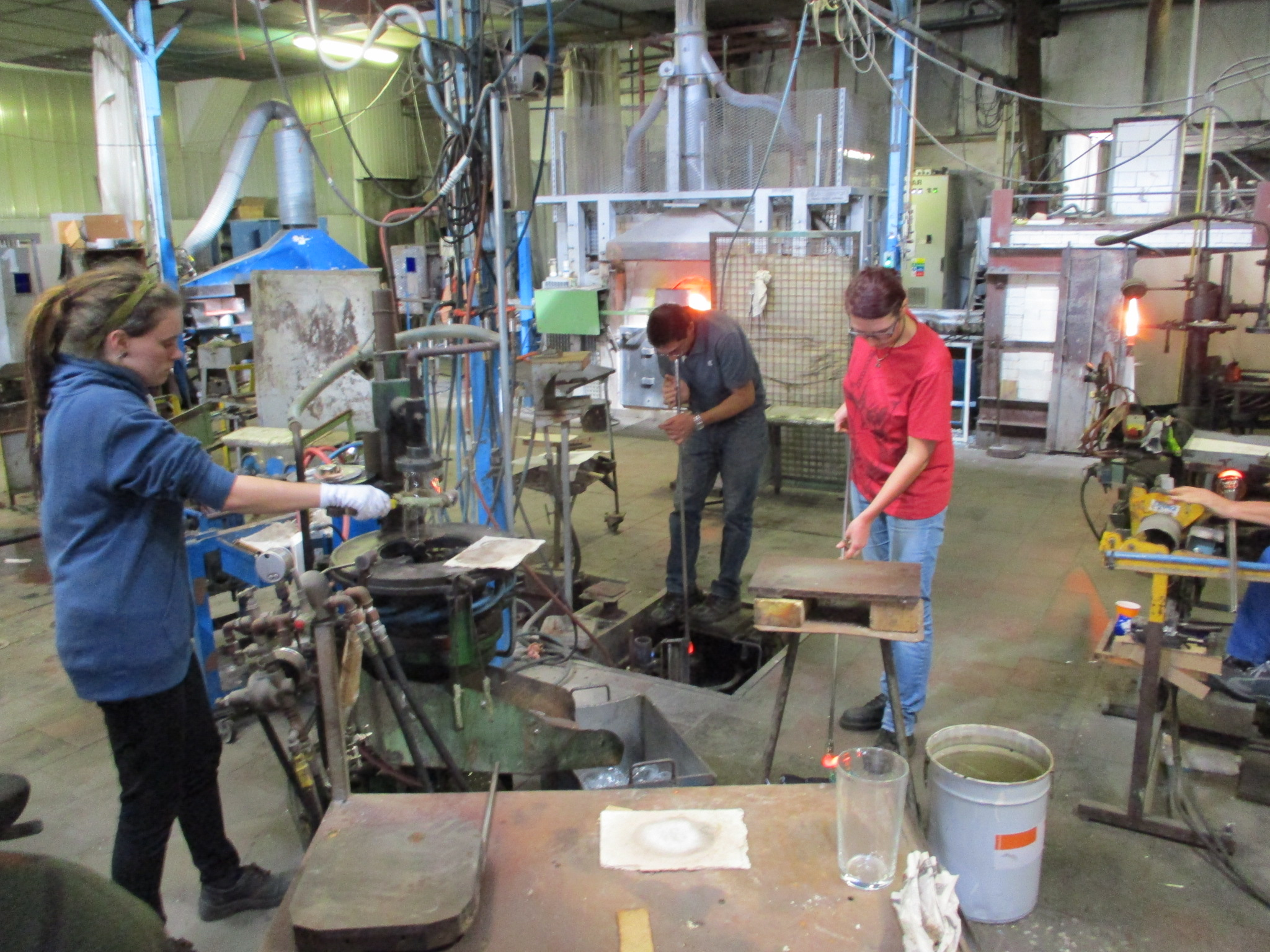
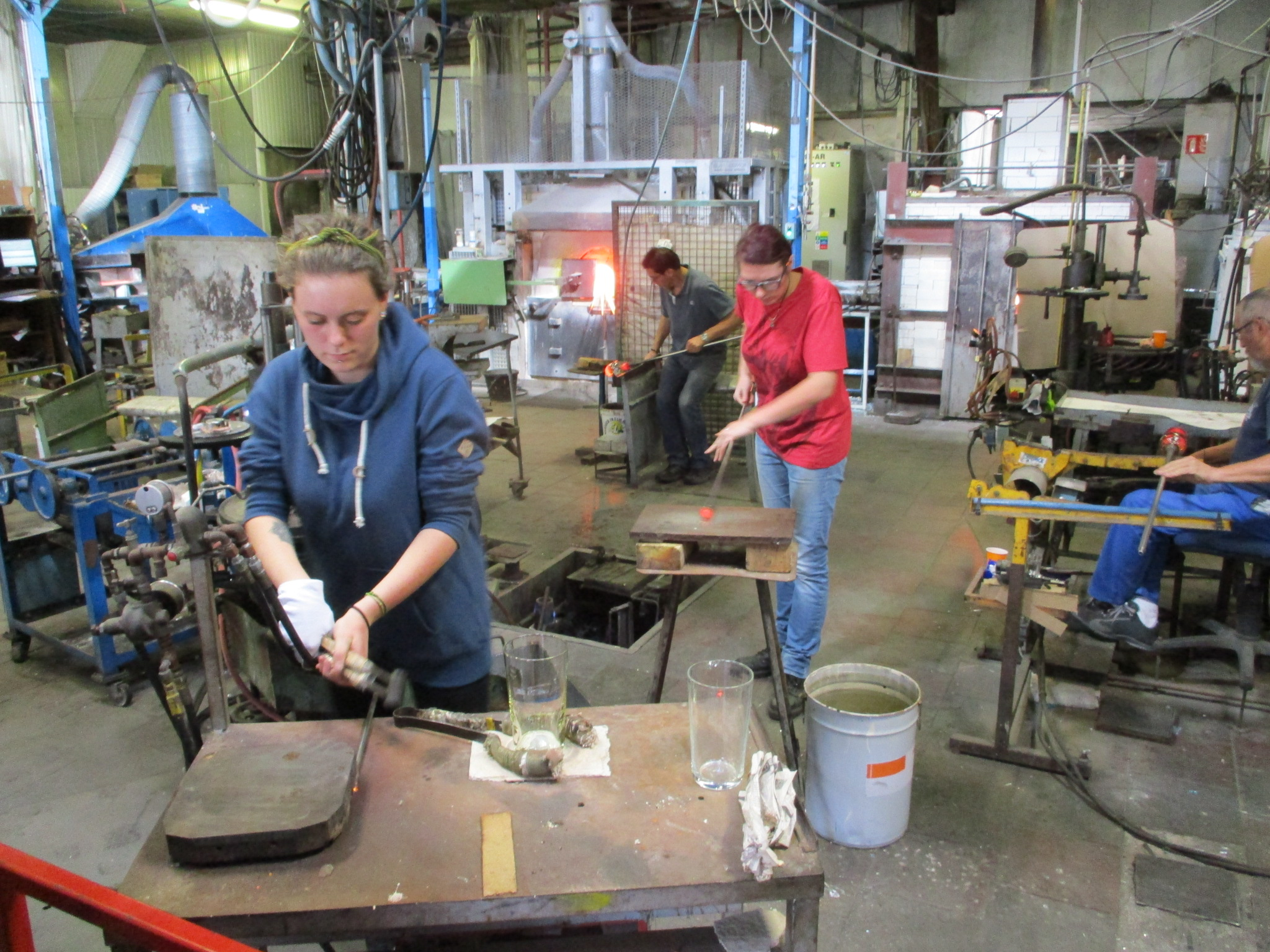

La verrerie familiale (dirigée par Antoine Giraud et pendant une courte période aussi par sa fille Cécile Giraud, dont l'activité après avoir tenté de moderniser la production avec l'aide de designers de renom, a pris fin à l'instigation des copropriétaires, septième génération d'héritiers descendants des verriers de Passavant-la-Rochère) réalise à ce jour un chiffre d'affaires annuel d'environ 15 millions d'euros, avec environ 130 salariés dont sept verriers, dont environ 50 % d'art de la table (verres, carafes, assiettes, gobeleterie pour cafés, hôtels et restaurants) et 50 % pour le bâtiment (briques, tuiles, pavés). Un atelier de souffleurs de verre ouvert au tourisme, perpétue la tradition artisanale ancestrale historique de l'entreprise, en réalisant des œuvres d'artisanat d'art, inspirées entre autres par l'Art nouveau Lorrain de l'École de Nancy...

## Production
- objets d'art artisanal soufflés par des souffleurs de verre
- objet en verre de décoration, et verrerie d'art de la table en verre pressé, cristallin, ou en cristallin soufflé mécaniquement
- tuiles, pavés, carreaux, briques de verres (production industrielle)

Démarrée au XXe siècle, l'activité de fabrications de briques et de tuiles en verre pour le bâtiment assure la moitié du chiffre d'affaires. La verrerie fabrique les carreaux en verre de la gare de Châtelet - Les Halles posés dans les années 2016-2017 tout comme les bouchons de verre utilisés par l'architecte Jean Nouvel pour un immeuble à Marseille . Elle réédite également la brique en verre du pavillon suisse de 1930 de Le Corbusier.

## Ateliers avec des artistes verriers internationaux
En accord avec la Verrerie de Passavant-la-Rochère et sur la proposition des collectionneurs France et Wolfgang Kermer, celle-ci a organisé chaque été, de 2003 à 2019, des ateliers avec l'artiste verrier allemand Jörg F. Zimmermann (de). De nombreux visiteurs purent alors découvrir les créations typiques de Jörg F. Zimmermann, ses fameux « Wabenobjekte » (objets en verre avec grilles métalliques fondues) réalisés en collaboration avec les verriers du cru et que l'on put voir entre autres au cours d'expositions en France (Éloge du verre: Jörg F. Zimmermann, Chapelle de l'Hôtel de Ville, Vesoul, 2013) et à l'étranger. Jörg F. Zimmermann (de) a terminé son travail à la Verrerie en septembre 2019 par un atelier à l'occasion des Journées européennes du patrimoine.

## Sources
- Les Echos, Monique Clemens, 23 mai 2011,La cristallerie-verrerie La Rochère a toujours la flamme